# محفل عاشقان ادب
محفلِ عاشقان ادب عنوان رمانی است نوشته امیرحسن چهلتن که نخستین بار در فوریه ۲۰۲۰ در آلمان و به زبان آلمانی منتشر شد. این رمان که انتشارش به زبان فارسی در ایران مقدور نیست، ادبیات کلاسیک ایران را در مرکز توجه خود قرار داده‌است. این رمان که به عقیده ماتیاس شنیتزلر، منتقد ادبی روزنامه برلینر سایتونگ یکی از رمانهای اساسی قرن بیست و یکم است، در جون ۲۰۲۰ و فقط چهار ماه پس از انتشار جایزه خانه فرهنگهای جهان در برلین را از آن خود کرد.

## شخصیت‌های رمان
راوی، پدر راوی، مادر راوی، برادر راوی، مادربزرگ راوی، قمر (خدمتکار خانه) و میهمانان محفل شامل: گلشن، مختار، کوشا، اشرفی، فقاهی، بیوه مو طلایی، منصف و حاتم.

## واقع‌گرایی داستان
این رمان قالبی اتوبیوگرافیک دارد ولی برخاسته از تخیل نویسنده است و ارتباط چندانی با زندگی نویسنده ندارد.

## خلاصه رمان
این رمان روایت پسر خانواده‌ای‌ست از جلسات هفتگی کلاسیک خوانی در خانه پدری اش که هر پنج‌شنبه بی‌وقفه ادامه می‌یابد. جلساتی که از دوران کودکی راوی، از سال‌های قبل از انقلاب شروع می‌شود و تا پائیز ۱۳۷۷ و قتل‌های زنجیره ای نویسندگان و روشنفکران ادامه می‌یابد و با مرگ پدر برای همیشه پایان می‌گیرد.
 روایت سرخوشانه او از این پنج شنبه‌های کتابخوانی در دوران کودکی، روایت جشن کوچکی ست که هر هفته به همین مناسبت در خانه برگزار می‌شود و خانه را مهیای پذیرایی از میهمانانی می‌کند که جز ادبیات مفر دیگری برای گریز از زندگی کسالت بار خود نمی‌شناسند. از همین سالهاست که ادبیات نه تنها از طریق جلسات پنج شنبه بلکه از طریق قصه‌های مادربزرگ به زندگی راوی راه پیدا می‌کند. سالهای بلوغ راوی با التهابات سیاسی و انقلاب اسلامی همراه است و دو سه سالی پس از آن است که او علیه جلسات پنج شنبه می‌شورد تا بار دیگر در دوران دانشجویی و آشنایی با مقولاتی مثل نشانه‌شناسی، ساختارگرایی، هرمنوتیک و شالوده شکنی به این جلسات بپیوندد. او این بار شورش خود را نه در نفی این جلسات بلکه با طرح مسائل تازه در بررسی ادبیات کهن و مخالفت با رویکرد کهنه گرایانه اعضای محفل به نمایش می‌گذارد. اما بهرجهت نیروی عشق و زندگی در این ادبیات، برخلف قرائت رسمی که فقط بر وجه اسکولاستیک و عبوسِ آن تأکید می‌کند، چنان سرشار است که مرگ و خموشی حاکم بر خارج از خانه را به سخره می‌گیرد. در این رمان راوی تصویری شوخ، تسامح گر و شالوده‌شکنانه از ادبیات کلاسیک فارسی ارائه می‌دهد که به قول منتقدان آلمانی «کهن تر، خردمند تر و شوخ‌طبعانه‌تر است از آنچه اخلاق رسمی و عرف اجتماعی می‌تواند تحمل کند.» سعدی، مولانا رومی، معشوقه مذکر و ادبیات پورنو در مرکز این مباحثات قرار دارند.